# 浙江省大数据发展管理局
浙江省大数据发展管理局，有时简称浙江省大数据局，是由浙江省人民政府办公厅负责管理的副厅级局，是浙江省公共数据和电子政务主管部门。负责推进政府数字化转型和大数据资源管理等工作。现任局长是金志鹏。

## 机构沿革
浙江省大数据发展管理局于2018年10月25日挂牌。其前身是成立于2015年11月23日的浙江省数据发展管理中心。

## 工作内容
浙江省大数据管理局是浙江省人民政府负责公共数据和电子政务的主管部门，是浙江政务服务网的运营单位。
浙江省人民政府机构改革方案说明，成立该机构的目的是：负责推进政府数字化转型和大数据资源管理等工作。通过组建这一机构，进一步加强互联网与政务服务的深度融合，统筹管理公共数据资源和电子政务，推进政府信息资源整合利用，打破信息孤岛、实现数据共享，进一步助推“最多跑一次”改革和政府数字化转型，加快推进数字浙江建设。

### 法定职能
1. 组织、指导、协调公共数据和政府系统电子政务发展管理工作。拟订公共数据管理和电子政务相关地方性法规、规章草案。拟订并组织实施公共数据和政府系统电子政务发展规划、计划和政策措施。对公共数据和电子政务发展建设的重大问题进行研究并提出建议。
2. 深化“最多跑一次”改革，落实支撑改革相关的信息系统建设任务，推进“互联网+政务”深度融合、政府数字化转型。
3. 负责浙江省人民政府门户网站建设与管理，指导各级人民政府门户网站建设管理。
4. 组织协调公共数据资源整合、归集、应用、共享、开放。负责编制公共数据资源目录和开放目录，制定标准规范并组织实施和监督管理。推进落实各级各部门信息系统互联互通，打破信息孤岛，实现数据共享。
5. 统筹推进政府系统电子政务基础设施建设管理。
6. 统筹协调政府系统电子政务网络、电子政务云平台等重大基础设施建设管理工作。
7. 负责局自建系统、公共应用基础支撑平台和归集数据的安全管理工作。制定并组织实施公共数据和电子政务安全规划、标准规范。指导、监督市县人民政府和浙江省人民政府各部门公共数据、电子政务安全管理工作。
8. 完成中共浙江省委、浙江省人民政府交办的其他任务。[7]

### 其他工作
政务公开工作，在2019年浙江省政务公开工作要点中，指定大数据发展管理局负责的任务有：
- 加强政策解读，公开。（同浙江省经济和信息化厅共同负责）
- 推动政府网站发展，清理域名，加快IPv6部署，建成全省统一公共数据开放平台。

法制政府工作，在2019年浙江省法治政府建设工作要点，指定浙江省大数据发展管理局负责的任务有：
- 最多跑一次改革，所有民生事项网上办理，80%掌上办理，90%一证通办，共同责任机构。加快地方、部门系统的数据对接和数据收集，构建统一平台一网联动，共同责任机构。
- 建立全省统一互联网行政执法监管平台，共同责任机构。
- 推进互联网政务咨询投诉举报工作，共同责任机构。
- 推进浙江省公共信用信息平台建设，共同责任机构。

## 领导班子
浙江省大数据发展管理局的局长是金志鹏，任期自2018年10月22日始。在浙江省政府分工中，该局由冯飞副省长负责联系。